# آنزیم تتظیم‌کننده لیگنین
آنزیم‌های تتظیم‌کننده لیگنین (انگلیسی: Lignin-modifying enzymes) یا به‌اختصار «LMEs» که در گذشته به آنها «لیگنیناز» و «لیگناز» هم می‌گفتند، آنزیم‌هایی هستند که توسط قارچ‌ها تولید شده و برای شکافت و تجزیهٔ لیگنین بکار گرفته می‌شود که نوعی بیوپلیمر در دیوارهٔ سلولی گیاهان است. تصور می‌شود قارچ‌ها مهم‌ترین عامل تجزیه لیگنین در سیستم‌های طبیعی باشند.
این آنزیم‌ها، هیدرولیتیک نیستند، بلکه اُکسیداتیو بوده و طی فرایندهای آنزیمی، الکترون دریافت می‌کنند.
برخی از قارچ‌های تولیدکنندهٔ این آنزیم عبارتند از: قارچ‌های چتری، قارچ صدفی، قارچ دم بوقلمون و قارچ خوراکی دکمه‌ای. جالب آنکه قارچ‌های مخرب چوب قادر به تولید این آنزیم‌ها نیست.
آنزیم‌های تنظیم‌کننده لیگنین و سلولازها برای چرخهٔ طبیعی اِکولوژی (به‌عنوان مثال: رشد-مرگ-پوسیدگی-رشدِ مجدد، چرخه کربن و سلامت خاک) ضروری هستند؛ چرا که باعث تسهیل پوسیدگی و تجزیهٔ بافت گیاهی و مصرف مجدد مواد آن برای حیات و نسل بعدی است.
آنزیم‌های تغییر‌دهنده لیگنین طی دهه گذشته به‌طور فعال در صنعت کاغذ و خمیر کاغذ مورد استفاده قرار گرفته‌اند. این آنزیم‌ها اندکی پس از کشف توانایی‌شان در سم‌زدایی و رنگ‌زدایی وارد کاربرد صنعتی شدند؛ ویژگی‌هایی که صنعت خمیر کاغذ سالانه بیش از ۱۰۰ میلیون دلار برای دستیابی به آن‌ها هزینه می‌کند. اگرچه این آنزیم‌ها طی ده سال گذشته در صنعت به کار گرفته شده‌اند، اما فرایندهای تخمیری بهینه و پایدار برای تولید آن‌ها هنوز به‌درستی توسعه نیافته‌اند. این موضوع یکی از حوزه‌های فعال پژوهشی است، چراکه دانشمندان معتقدند نبود شرایط بهینه برای این آنزیم‌ها مانعی برای بهره‌برداری کامل صنعتی از آن‌هاست.

## انواع
- لیگنین پراکسیداز
- پراکسیداز
- منگنز پراکسیداز
- پراکسیداز چندکاره
- پلی‌فنول اکسیداز